# 洋河镇 (宿迁市)
洋河镇原為江蘇省泗阳县的西大门，拥有三万余人口，2004年3月划归宿城区。其以驰名中外的洋河酒而闻名，其交通位于325省道旁，交通便利。有洋河中学、洋河二中、洋河职业中学、德阳中学四所中等学校。教育系统较为完善，另外，其所产车轮饼与洋河酒一样成为打造洋河品牌的有力名片。现任中共党委书记由宿城区委党委司东亮兼任。2017年，撤销宿城区仓集镇、郑楼镇、洋河镇,设立新的洋河镇。

## 行政区划
洋河镇下辖以下地区：
仓集社区、张码村、夏洼村、六里棚村、河西庄村、梁周村、邱夏村、罗庄村、学校村、闸圩村、李楼村、新南园社区、南街社区、大圩社区、东关社区、东圩社区、西门社区、平安社区、三葛社区、冯桥村、中兴村、富强村、红庙村、闸口村、卓码村、赵圩村、桥北村、官庄村、王园村、葛罗村、黄庄村、马元村、兴跃村、果园村、黄桥村、郑楼社区、陈圩社区、古城社区、张渡村、胡李村、金山村、太平村、邱庄村、大沟村、梁庄村和金沟村。